# Damernas stafett vid världsmästerskapen i skidskytte 2015
Damernas stafett vid skidskytte‐VM 2015 avgjordes fredagen den 13 mars 2015 med start klockan 18:15 (EET) i Kontiolax i Finland. Distansen som kördes var 4 x 6 kilometer.
Detta var andra stafetten under mästerskapet och vanns av Tyskland. 

## Tidigare världsmästare i stafett
| År   | Ort                  | Mästare         |
| ---- | -------------------- | --------------- |
| 2007 | Antholz              | Tyskland        |
| 2008 | Östersund            | Tyskland        |
| 2009 | Pyeongchang          | Norge           |
| 2010 | Chanty-Mansijsk      | Tävlades inte i |
| 2011 | Chanty-Mansijsk      | Tyskland        |
| 2012 | Ruhpolding           | Tyskland        |
| 2013 | Nové Město na Moravě | Norge           |

## Resultat
Totalt 25 nationer deltog i tävlingen.
| Placering | Land      | Namn                                                                               | Tid        | Straffrundor + extraskott | Straffrundor + extraskott                       | Straffrundor + extraskott |
| Placering | Land      | Namn                                                                               | Tid        | Totalt                    | Individuellt (Ligg – Stå)                       |                           |
| --------- | --------- | ---------------------------------------------------------------------------------- | ---------- | ------------------------- | ----------------------------------------------- | ------------------------- |
| 1         | Tyskland  | Franziska Hildebrand Franziska Preuß Vanessa Hinz Laura Dahlmeier                  | 1.11.54,16 | 0 + 6                     | 0 + 0 0 + 2 0 + 1 0 + 2 0 + 0 0 + 1 0 + 0 0 + 0 |                           |
| 2         | Frankrike | Anaïs Bescond Enora Latuillière Justine Braisaz Marie Dorin Habert                 | 1.12.54,9  | 1 + 9                     | 0 + 0 0 + 1 0 + 1 0 + 1 1 + 3 0 + 1 0 + 2 0 + 0 |                           |
| 3         | Italien   | Lisa Vittozzi Karin Oberhofer Nicole Fontier Dorothea Wierer                       | 1.13.00,7  | 0 + 9                     | 0 + 0 0 + 0 0 + 1 0 + 3 0 + 2 0 + 2 0 + 0 0 + 1 |                           |
| 4         | Ryssland  | Jekaterina Glazyrina Darja Virolainen Jekaterina Jurlova Jekaterina Sjumilova      | 1.13.11,4  | 0 + 7                     | 0 + 0 0 + 0 0 + 0 0 + 3 0 + 1 0 + 0 0 + 1 0 + 2 |                           |
| 5         | Norge     | Marte Olsbu Synnøve Solemdal Fanny Welle-Strand Horn Tiril Eckhoff                 | 1.13.19,2  | 0 + 10                    | 0 + 2 0 + 0 0 + 3 0 + 1 0 + 1 0 + 1 0 + 2 0 + 0 |                           |
| 6         | Ukraina   | Iryna Varvynets Julija Dzjyma Olga Abramova Valj Semerenko                         | 1.13.37,1  | 1 +9                      | 0 + 1 0 + 2 0 + 0 0 + 1 0 + 0 1 + 3 0 + 2 0 + 0 |                           |
| 7         | Belarus   | Nadezjda Skardino Nadzeja Pisarava Iryna Kryuko Darja Domratjeva                   | 1.14.00,4  | 1 + 8                     | 0 + 0 0 + 1 0 + 1 1 + 3 0 + 0 0 + 0 0 + 1 0 + 2 |                           |
| 8         | Tjeckien  | Eva Puskarčíková Gabriela Soukalová Jitka Landová Veronika Vítková                 | 1.15.06,3  | 3 + 11                    | 0 + 0 0 + 2 0 + 0 0 + 0 0 + 3 1 + 3 2 + 3 0 + 0 |                           |
| 9         | Sverige   | Elisabeth Högberg Mona Brorsson Anna Magnusson Emma Nilsson                        | 1.15.10,4  | 0 + 5                     | 0 + 1 0 + 1 0 + 1 0 + 0 0 + 0 0 + 2 0 + 0 0 + 0 |                           |
| 10        | Kanada    | Megan Heinicke Rosanna Crawford Audrey Vaillancourt Julia Ransom                   | 1.15.34,1  | 1 + 10                    | 0 + 1 0 + 0 0 + 0 1 + 3 0 + 2 0 + 0 0 + 2 0 + 2 |                           |
| 11        | Österrike | Lisa Hauser Dunja Zdouc Simone Kupfner Katharina Innerhofer                        | 1.15.38,6  | 0 + 9                     | 0 + 0 0 + 2 0 + 1 0 + 0 0 + 1 0 + 2             |                           |
| 12        | USA       | Susan Dunklee Hannah Dreissigacker Annelies Cook Clare Egan                        | 1.15.39,4  | 0+14                      | 0 + 2 0 + 0 0 + 3 0 + 2 0 + 2 0 + 2 0 + 0 0 + 3 |                           |
| 13        | Polen     | Monika Hojnisz Magdalena Gwizdoń Weronika Nowakowska-Ziemniak Krystyna Guzik       | 1.15.46,9  | 3 + 11                    | 0 + 0 0 + 0 1 + 3 2 + 3 0 + 1 0 + 2 0 + 2 0 + 0 |                           |
| 14        | Kazakstan | Olga Poltoranina Anna Kistanova Darya Usanova Alina Raikova                        | 1.16.10,8  | 0 + 10                    | 0 + 1 0 + 0 0 + 3 0 + 0 0 + 3 0 + 2 0 + 0 0 + 1 |                           |
| 15        | Rumänien  | Éva Tófalvi Luminița Pișcoran Réka Ferencz Florina Ioana Cîrstea                   | 1.16.24,4  | 0 + 5                     | 0 + 1 0 + 1 0 + 0 0 + 1 0 + 0 0 + 0 0 + 1 0 + 1 |                           |
| 16        | Estland   | Kadri Lehtla Johanna Talihärm Daria Yurlova Kristel Viigipuu                       | 1.16.38,2  | 0 + 6                     | 0 + 2 0 + 0 0 + 1 0 + 0 0 + 0 0 + 1 0 + 1 0 + 1 |                           |
| 17        | Finland   | Sanna Markkanen Mari Laukkanen Eevamari Rauhamäki Kaisa Mäkäräinen                 | 1.17.00,8  | 2 + 9                     | 0 + 0 0 + 2 0 + 2 0 + 0 2 + 3 0 + 1 0 + 0 0 + 1 |                           |
| 18        | Kina      | Tang Jialin Zhang Yan Song Chaoqing Zhang Zhaohan                                  | 1.17.13,3  | 0 + 6                     | 0 + 2 0 + 1 0 + 0 0 + 1 0 + 0 0 + 0 0 + 0 0 + 2 |                           |
| 19        | Slovakien | Paulína Fialková Jana Gereková Terézia Poliaková Martina Chrapánová                | 1.17.13,3  | 2 + 16                    | 1 + 3 0 + 3 0 + 0 0 + 3 0 + 2 0 + 1 1 + 3 0 + 1 |                           |
| 20        | Japan     | Fuyuko Suzuki Yurie Tanaka Miki Kobayashi Katsura Sato                             | LAP        | 2 + 16                    | 0 + 0 0 + 2 1 + 3 0 + 0 1 + 3 0 + 2 0 + 3 0 + 3 |                           |
| 21        | Litauen   | Gabrielė Leščinskaitė Diana Rasimovičiūtė Natalija Kočergina Natalija Paulauskaitė | LAP        | 1 + 15                    | 0 + 0 0 + 2 0 + 3 0 + 3 1 + 3 0 + 2 0 + 1 0 + 1 |                           |
| 22        | Schweiz   | Aita Gasparin Elisa Gasparin Lena Häcki Flurina Volken                             | LAP        | 4 + 17                    | 0 + 2 0 + 2 1 + 3 0 + 2 3 + 3 0 + 1 0 + 1 0 + 3 |                           |
| 23        | Slovenien | Andreja Mali Teja Gregorin Urška Poj Anja Eržen                                    | LAP        | 1 + 15                    | 0 + 3 0 + 0 0 + 1 1 + 3 0 + 1 0 + 3             |                           |
| 24        | Bulgarien | Emilia Yordanova Desislava Stoyanova Stefani Popova Daniela Kadeva                 | LAP        | 1 + 13                    | 0 + 2 0 + 0 0 + 2 0 + 2 0 + 0 0 + 1 1 + 3 0 + 3 |                           |
| 25        | Sydkorea  | Mun Ji-hee Kim Seon-su Ko Eun-jung Kim Kyung-nam                                   | LAP        | 0 + 9                     | 0 + 2 0 + 0 0 + 1 0 + 2 0 + 1 0 + 0 0 + 0 0 + 3 |                           |

- LAP=Varvade